# 竜部
竜部（）、（旧漢字: 龍部）は、漢字を部首により分類したグループの一つ。
康熙字典214部首では212番目に置かれる（16画の最初、亥集の26番目）。

## 概要
「龍（竜）」字は古代中国における伝説上の動物である竜を表す。
体が蛇のように長く、鱗や爪をもち、雲を起こし、雨を降らすことができる。『易』文言伝に「雲は龍に従い、風は虎に従う」とある。また神異の霊獣として『礼記』礼運篇には麟・鳳・亀とともに四霊の一つに挙げられている。さらに「龍」字は星座の名であり、四象の1つである東方蒼龍七宿を表した。また星の名であり、木星を指すこともあった。その他、駿馬を指し、「龍駒」という術語を作った。また竜は帝王の象徴であるので、天子しかもてないものに「龍」がつけられ、その御旗を「龍旂」、その車を「龍輿」「龍駕」「龍馭」などと呼んだ。
偏旁の意符としては竜や竜に類似した動物に関することを示すが多くはない。ロウやリョウといった音を表す声符として使われることが多い。
龍部はこのような意符を構成要素にもつ漢字を収め、また声符を構成要素にもつ漢字のうち他の部に分類しきれなかったものを収めている。

## 字源
小篆の字形については『説文解字』が、「肉」と「飛」を意符、「䇂」を「童」の省略形で声符とする形声文字であるという。甲骨文や金文など古文字を見ると、「肉」部分は大きな口あるいは髭をもった頭であり、「飛」部分は長い蛇身の形である。「䇂」は角あるいは装飾と思われるが、「鳳」の古字などにも見られることから神霊たることの証を表すのかも知れない。

## 字体差
「龍」字の字体は地域によって差異が見られる。

### 1画目
印刷書体（明朝体）において『康熙字典』は「龍」字の1画目を短い横画とする。中国の新字形・台湾の国字標準字体・香港の常用字字形表はこれを点画とする。
日本においては人名用漢字別表が1つの規範になるかと思われるが、ここで1画目は短い縦画とされている。表外漢字字体表を見ると、「籠」や「聾」の「龍」の1画目は縦画になっている。ただし、表の備考欄にデザインの異なるものがあることが示されており、縦画か横画かは字体の差でなく、デザインの差であって問題にする必要のないものとする。

### 月
月部分は肉月であるので、これに従う。すなわち、『康熙字典』・日本・中国・香港は同じく最初の画を縦棒とし、中の2画を横棒とする形であり、台湾だけは最初の画を払いとし、中の2画を点と右はねの「ン」形にする「堤肉旁」である。

## 簡略字体
日本の常用漢字では「龍」に対し略字の「竜」の字体を採用している。ただし「龍」の字体も人名用漢字として用いることが認められている。
構成要素に「龍」を持つ「瀧」は常用漢字では、「龍」の部分を「竜」に置換え、「滝」を新字体としている。同じく「龍」を構成要素に持つ「襲」も常用漢字ではあるが、この字については簡略化は適用されない（「龍」を「竜」に置換えた形が略字として使われる事もほとんど無く、Unicodeにも未収録である）。
表外字は原則として「龍」のままであるが、「籠」については拡張新字体の「篭」も広く使われている。しかし、2010年に常用漢字入りした際には「籠」の字体が採用された。
龍部の漢字のうち、日本の新字体の「竜」の形で用いられている漢字は、2024年現在のUnicodeでは、「竜」自身を除けば拡張E以降の「𬺗」「𬺘」をはじめとするベトナムのチュノムの数例しかない。
一方、中国の簡体字では草書体により「龙」を用いている。
龍部の漢字のうち、中国の簡体字の「龙」の形で用いられている漢字は、2024年現在のUnicodeでは、前述の「竜」で部首に用いている漢字よりは多いが、「龙」自身以外でUROにも簡体字があるものの、あとは拡張領域に類推簡化字などが少数収められているのみである。

## 部首の通称
- 日本：りゅう・たつ[1]
- 韓国：용룡부（yong ryong bu、たつの龍部）
- 英米：Radical dragon

## 部首字
龍（竜）
- 中古音
  - 広韻 - 力鍾切、鍾韻、平声
  - 詩韻 - 冬韻、平声
  - 三十六字母 - 来母
- 現代音
  - 普通話 - ピンイン：lóng 注音：ㄌㄨㄥˊ ウェード式：lung2
  - 広東語 - Jyutping:lung4 イェール式:lung4
- 日本語 - 音：リョウ（漢音）・リュウ（リウ）（呉音） 訓：たつ
- 朝鮮語 - 音：룡(ryong) 訓：용（yong、たつ）

甲骨文
金文
大篆
小篆

## 例字
- 龍（竜）
  - 𪚑・𪚓・𪚚・龕・𪚠・𪚢・𪚣・𪚤・龖・龗・（龘）

### 竜部の画数が最大である漢字
（𪚥）読み方=てつ、てち